# إليزابيث غريغ
إليزابيث غريغ (بالبوكمول: Elisabeth Grieg) هي مالكة سفن ‏ نرويجية، ولدت في 12 يونيو 1959 في برغن في النرويج.